# Unió Gimnàstica i Esportiva de Badalona
La Unió Gimnàstica i Esportiva de Badalona és un club d'atletisme català de la ciutat de Badalona. Disposa de les pistes municipals d'atletisme Paco Águila.
El club va ser fundat el 24 de novembre de 1926 amb el nom de Societat Gimnàstica de Badalona amb la intenció de fomentar l'esport entre el jovent badaloní. Tenia el seu origen en les classes de gimnàstica de l'Ateneu Obrer de Badalona, l'any 1912, impulsades per l'industrial Joan Giró Prat. L'any 1921 Pere Capeta impulsa la creació de la Secció de Gimnàs i Atletisme de l'Ateneu Obrer. Al cap de cinc anys la secció es separà definitivament de l'Ateneu, donant vida a la Societat Gimnàstica (1926).
Des dels seus inicis el club es dedicà a la pràctica de la gimnàstica i l'atletisme. L'any 1927 es crearen les seccions de basquetbol, futbol (dissolta el juny del mateix any), excursionisme i lluita grecoromana. L'any 1932 es fusionà amb el Badalona Club, naixent la Unió Gimnàstica i Esportiva Badalona. Va jugar habitualment a la primera divisió del Campionat de Catalunya de bàsquet. La temporada 1935-36, per problemes econòmics, abandonà la Federació Catalana i ingressà a l'Agrupació de Basquetbol de Catalunya. Durant els anys quaranta destacà la secció d'handbol, qua donà jugadors internacionals com Esteve Guàrdia i Joaquim Compte.
L'any 1960 la secció de basquetbol es donà de baixa de la federació, però els anys posteriors aparegueren noves seccions: voleibol (1965), judo (1966), rugbi (1967, formada per membres del Tiburón UC) i halterofília (1974).

## Palmarès
- Trofeu Vicente Bosch:
  - 1943